# Przełęcz ocalonych
Przełęcz ocalonych (ang. Hacksaw Ridge) – amerykański dramat filmowy z 2016 roku w reżyserii Mela Gibsona, przedstawiający historię życia amerykańskiego adwentysty i obdżektora Desmonda Dossa.

## Fabuła
Po wybuchu II wojny światowej Desmond Doss, gorliwy adwentysta dnia siódmego z Lynchburga w Wirginii, wstąpił do wojska. W czasie szkolenia pozostał wierny swojemu postanowieniu, by nigdy nikogo nie zabijać i nie używać broni, za co spotykały go szykany ze strony kolegów i dowódców. Doss został wysłany, jako sanitariusz, wraz ze swoim oddziałem na Okinawę. W trakcie działań wojennych wykazał się niespotykanym hartem ducha i odwagą. Nie używając broni, uratował wielu współtowarzyszy od śmierci na polu bitwy.

## Obsada
- Andrew Garfield jako Desmond Doss
- Sam Worthington jako kapitan Glover
- Luke Bracey jako Smitty Ryker
- Teresa Palmer jako Dorothy Shutte
- Hugo Weaving jako ojciec
- Rachel Griffiths jako matka
- Vince Vaughn jako sierżant Howell
- Nathaniel Buzolic jako Harold „Hal” Doss
- Richard Roxburgh jako pułkownik Stelzer
- Milo Gibson jako Lucky Ford
- Kasia Stelmach jako przyjaciółka turysty

## Odbiór

### Krytyka w mediach
Film spotkał się z pozytywną reakcją krytyków. W serwisie Rotten Tomatoes 86% z 249 recenzji filmu jest pozytywne (średnia ocen wyniosła 7,3 na 10). Na portalu Metacritic średnia ocen z 47 recenzji wyniosła 71 punktów na 100.

### Nagrody i nominacje
- AACTA Awards
  - Najlepszy film  – Bill Mechanic, Bruce Davey, David Permut, Paul Currie
  - Najlepszy reżyser – Mel Gibson
  - Najlepszy scenariusz oryginalny  – Andrew Knight, Robert Schenkkan
  - Najlepszy aktor pierwszoplanowy – Andrew Garfield
  - Najlepszy aktor drugoplanowy  – Hugo Weaving
  - Najlepszy montaż – John Gilbert
  - Najlepszy dźwięk – Andy Wright, Kevin O’Connell, Mario Vaccaro , Peter Grace, Robert MacKenzie, Tara Webb
  - Najlepsze zdjęcia – Simon Duggan
  - Najlepsza scenografia – Barry Robison
  - Najlepsza Najlepsze kostiumy – Lizzy Gardiner
  - Najlepsza aktorka pierwszoplanowa  – Teresa Palmer (Nominacja)
  - Najlepsza aktorka drugoplanowa  – Rachel Griffiths (Nominacja)
- BAFTA
  - Najlepszy aktor pierwszoplanowy – Andrew Garfield
  - Najlepszy scenariusz adaptowany – Andrew Knight, Robert Schenkkan
  - Najlepszy montaż – John Gilbert
  - Najlepsza charakteryzacja i fryzury – Shane Thomas
  - Najlepszy dźwięk – Andy Wright, Kevin O’Connell, Peter Grace, Robert MacKenzie
- Złoty Glob
  - Najlepszy dramat
  - Najlepszy aktor w dramacie – Andrew Garfield
  - Najlepszy reżyser – Mel Gibson
- Oscar
  - Najlepszy aktor w roli pierwszoplanowej – Andrew Garfield (Nominacja)
  - Najlepszy film – Bill Mechanic, David Permut (Nominacja)
  - Najlepszy reżyser – Mel Gibson (Nominacja)
  - Najlepszy montaż dźwięku – Andy Wright, Robert MacKenzie (Nominacja)
  - Najlepszy dźwięk – Andy Wright, Kevin O’Connell, Peter Grace, Robert MacKenzie
  - Najlepszy montaż – John Gilbert